# Сёрвоген (Москенес)

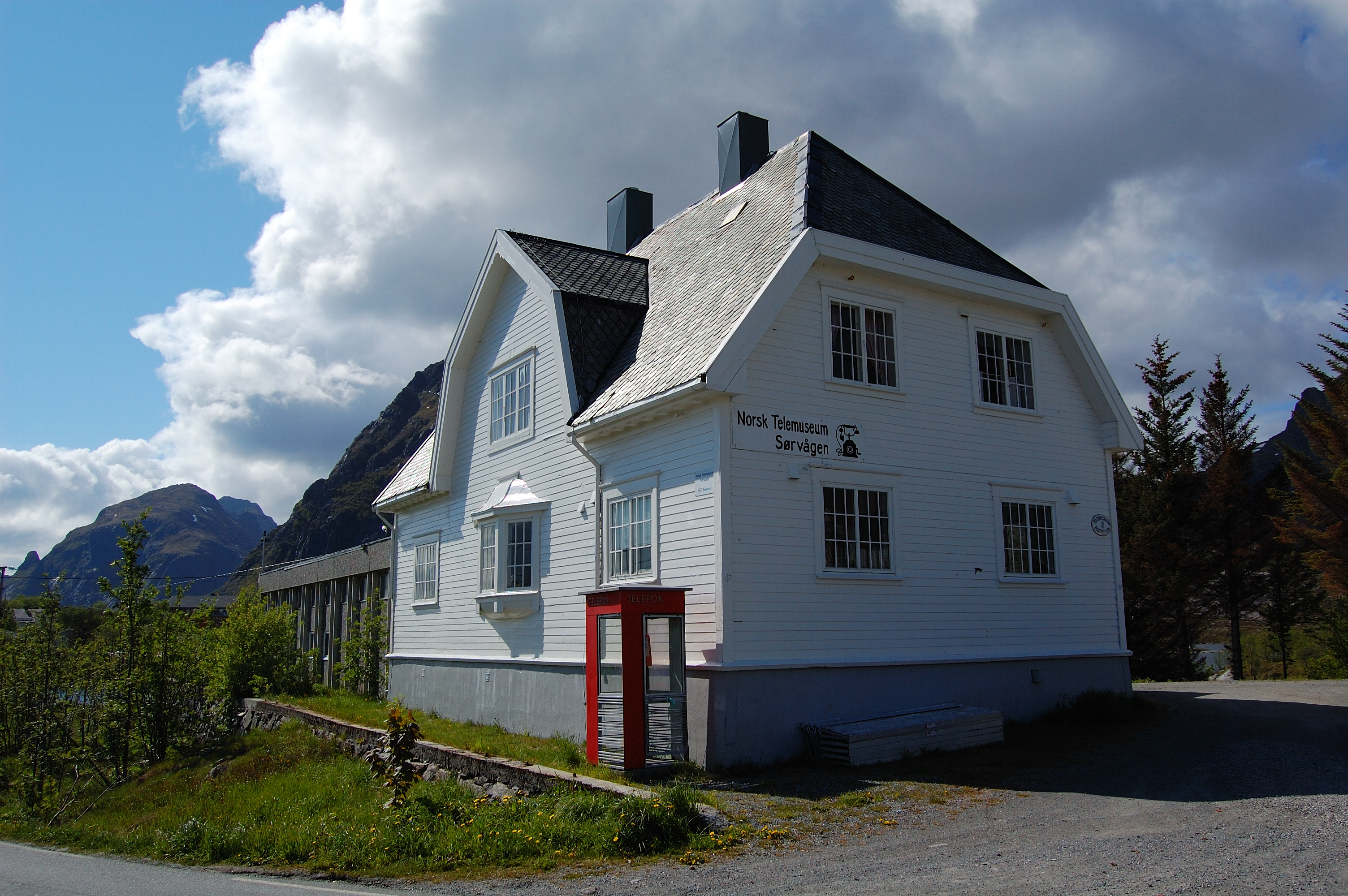
Норвежский музей телекоммуникации в Сёрвогене

Сёрвоген (норв. Sørvågen) — рыбацкая деревня в коммуне Москенес на Лофотенских островах, Норвегия с несколькими достопримечательностями местного пейзажа.

## Достопримечательности
В Сёрвогене находится Норвежский музей телекоммуникации. Деревня являлась вторым местом в Европе где 1 мая 1906 года появился радиотелеграф (после 3-летнего тестирования). Первый радиотелеграф в Европе был создан в Италии.
Ежегодно с января по апрель в деревне проходит сезон рыбной ловли Лофотфискет (норв. Lofotfisket — «Лофотенская рыбалка»).
Туристы и рыбаки, приезжающие в Сёрвоген останавливаются в традиционных рыбацких домах — рорбу.